# 伊尔塞
伊尔塞是德国巴伐利亚州的一个市镇。总面积17.47平方公里，总人口1424人，其中男性681人，女性743人（2011年12月31日），人口密度82人/平方公里。

## 友好城市
- 法國 蒙叙尔